# Panthera tigris soloensis
Panthera tigris soloensis, відомий як «тигр Нгандун» — вимерлий підвид сучасних тигрів. Він населяв район Сандаленду в Індонезії в епоху плейстоцену.

## Відкриття
Викопні рештки тигра Нгандун розкопували переважно поблизу села Нгандун, звідси загальна назва. Відомо лише сім скам'янілостей, що ускладнює вивчення тварини.

## Опис
Кілька залишків тигра Нгандун дозволяють припустити, що він мав розмір приблизно сучасного бенгальського тигра. Однак, враховуючи розмір інших залишків, він міг бути більшим, ніж сучасний тигр. Хелллер і Волмер (2007) підрахували, що великий самець міг важити до 470 кг, у такому випадку він був би важчим за найбільший з сучасних підвидів тигрів і за розмірами був би подібний до Smilodon populator і Panthera atrox.

## Палеоекологія
На додаток до залишків тигра Нгандун: багато інших скам'янілостей з тієї ж епохи були виявлені в місті Нгандун, як-от хоботні: Stegodon trigonocephalus і Elephas hysudrindicus, бикові: Bubalus palaeokerabau і Bos paleosondaicus, дійшли до наших днів конеподібні: Tapirus Indicus і Rhinoceros sondaicus і велика різноманітність видів оленевих. З цього району відомі також скам'янілості Homo erectus.